# Chrysochlorosia superba
Chrysochlorosia superba är en fjärilsart som beskrevs av Druce 1910. Chrysochlorosia superba ingår i släktet Chrysochlorosia och familjen björnspinnare. Inga underarter finns listade i Catalogue of Life.